# Terugroeping
Een terugroeping of recall is een wettelijke procedure die kiezers de mogelijkheid biedt om al dan niet verkozen politici af te zetten, vóór het einde van hun mandaat. Enkele tientallen landen kennen het systeem. De procedure wordt meestal opgestart als voldoende kiezers een petitie ondertekenen. 
Dit is anders dan een vervroegde verkiezing, waarbij het staatshoofd of de regering het initiatief neemt.

## Beschrijving per land (selectie)

### Verenigde Staten

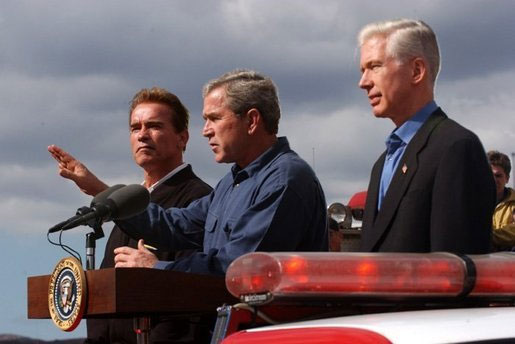
De teruggeroepen gouverneur Gray Davis (rechts) en zijn opvolger Arnold Schwarzenegger (links) in november 2003.

In de VS kennen met name veel westelijke staten de mogelijkheid tot recall; op  federaal (nationaal) niveau bestaat deze mogelijkheid niet. In de betreffende staten kunnen lokale, gekozen functionarissen teruggeroepen worden (burgemeesters, gemeenteraadsleden, rechters, procureurs, schoolbestuursleden). In achttien staten kunnen de gouverneur en parlementsleden op deze manier worden afgezet. In zeven ervan (Alaska, Georgia, Kansas, Minnesota, Montana, Rhode Island en Washington) moet de geviseerde functionaris een vorm van wangedrag hebben begaan die de procedure rechtvaardigt. Als de geviseerde de ingeroepen grond ongeldig acht, kan hij zich tot een rechtbank wenden om te voorkomen dat het tot een stemming komt.
Het aantal vereiste handtekeningen en de tijdsspanne waarbinnen ze moeten verzameld worden, verschillen van staat tot staat. Na een geldige petitie wordt een stemming georganiseerd over de recall. In sommige staten moeten de kiezers zich tegelijk uitspreken over de vervanger van de eventueel teruggeroepene. In andere staten gebeurt het aanduiden van de vervanger in een afzonderlijke verkiezing ná de succesvolle recall, of door de gouverneur of een andere overheid.

### Zwitserland
Zes Zwitserse kantons kennen een systeem van politieke Abberufung: Bern, Schaffhausen, Solothurn, Ticino, Thurgau en Uri. Er kunnen geen individuen worden geviseerd, maar enkel een voltallige regering of parlement (dit laatste niet in Uri). Als er voldoende handtekeningen worden verzameld, komen er nieuwe verkiezingen.
Abberufung is ingevoerd onder druk van de 19de-eeuwse democratische beweging, maar wordt slechts zelden gebruikt (weinig pogingen en nog geen enkele geslaagde). Luzern, Basel-Landschaft en Aargau hebben het om die reden afgeschaft. In Uri en Ticino is recent terugroeping van gemeentebesturen mogelijk gemaakt (met quora van resp. 10 en 30% der stemgerechtigden).

### Venezuela
In Venezuela is de terugroeping van alle verkozenen grondwettelijk verankerd. Zodra de helft van een mandaat verstreken is, kunnen 20% van de geregistreerde kiezers een referéndum revocatorio afdwingen over de betrokkene. Deze is van rechtswege ontslagnemend als hij het referendum verliest én het aantal tegenstemmen in het referendum hoger ligt dan het aantal stemmen waarmee hij verkozen was. Voor een geldig referendum is vereist dat minstens 25% van de geregistreerde kiezers opdaagt.
In 2004 werd een referendum over de revocatie van president Hugo Chávez afgedwongen. De kiesdrempel werd ruim gehaald (70% deelname), maar hij kreeg de steun van 58% van de stemmers.

### Canada (Brits-Columbia)
In Brits-Columbia komen alle provinciale politici sedert 1995 in aanmerking voor recall. Net zoals in Zwitserland volstaat een succesvolle petitie om ontslag en nieuwe verkiezingen af te dwingen.

### Japan
De assemblees van Japanse prefecturen en gemeenten kunnen via terugroeping tot ontslag worden gedwongen. Dit geldt ook voor gouverneurs en lokale functionarissen.

### Duitsland (Beieren)
Beieren heeft een grondwettelijke regeling die het mogelijk maakt om de Landdag te ontbinden bij Volksentscheidung. Daarvoor is eerst een succesvolle petitie nodig (Volksbegehren).

### Suriname
Suriname heeft een Wet Terugroeping Volksvertegenwoordigers (Wet van 22 februari 2005, S.B. 2005 no. 15) waarbij een partij haar parlementsleden kan terugroepen (ontslaan). Zo werden Raymond Sapoen en Diepak Chitan 'teruggeroepen' toen zij de Pertjajah Luhur verlieten. Ondertussen nam DNA onder aanvoering van de NDP een nieuwe terugroepwet aan, met het doel om Chitan en Sapoen hun zetels te laten behouden. Op 20 maart 2020 bekrachtigde het Hof van Justitie echter in een onherroepelijk hoger beroep dat Chitan en Sapoen De Nationale Assemblée alsnog moesten verlaten.